# Dietrich Ritschl
Dietrich Ritschl (* 17. Januar 1929 in Basel; † 11. Januar 2018) war ein schweizerischer evangelisch-reformierter Theologe und Hochschullehrer für Systematische Theologie.

## Leben und Wirken
Dietrich Ritschl, ältester Sohn des Finanzwissenschaftlers Hans Ritschl, war ein Urenkel des Theologen Albrecht Ritschl. Nach dem Besuch von Schulen an verschiedenen Orten in der Schweiz und Deutschland begann er 1946 in Tübingen mit dem Studium der Evangelischen Theologie, das er in Basel und Bern fortsetzte. Danach wurde er in das Vikariat der Reformierten Kirche übernommen und wurde 1950 Vikar in Ziefen. Daran schloss sich ab 1952 ein Auslandsdienst als Pfarrer in einer deutschen Gemeinde in Schottland (Grossbritannien) an. Er wurde stark geprägt von den Einflüssen schottischer Theologie und englischer Philosophie. In Edinburgh wurde Ritschl zum Doktor der Philosophie und später zum Doktor der Theologie promoviert. Es folgten eine Lehrtätigkeit im kanadischen Montreal und anschliessend Professuren an Hochschulen der Presbyterianischen Kirche, zuletzt am Union Theological Seminary  in the City of New York. Es folgte eine Periode, in der er zu ökumenischen Vortragsreisen in zahlreichen Ländern unterwegs war und dabei für den christlich-jüdischen Dialog und die Zusammenarbeit der Konfessionen warb.
Nach einer mehrjährigen Lehrtätigkeit in Mainz, wo er eng mit seinem Doktoranden Hugh O. Jones forschte, wurde Ritschl 1983 auf eine Professur für Systematische Theologie an der Universität von Heidelberg berufen, mit der die Leitung des Ökumenischen Instituts verbunden war. Gleichzeitig wurde er auch der Direktor des Internationalen Wissenschaftsforums der Universität. 1992 lehrte er für ein halbes Jahr in Rom an der Päpstlichen Universität Gregoriana. In diesen Jahren hielt er aber auch regelmässig in Melbourne (Australien) Vorlesungen.
Ausgehend vom Studium der Kirchenväter gelangte Ritschl zu einer tiefen Durchdringung der Grundprobleme Systematischer Theologie. Vor allem seine Studien zur Metaphern-Theorie und die Untersuchung der Struktur biblischer Erzählungen liessen ihn zum Kenner und Inspirator eines analytischen Verständnisses von kirchlicher Lehre werden. Die Bausteine des "Story-Konzepts" aus Mainz und der "Impliziten Axiome" - so der Titel seiner Heidelberger Antrittsvorlesung - fügte er zusammen in seinem systematischen Entwurf "Zur Logik der Theologie". Auch in der Medizinischen Ethik machte er sich einen Namen durch Vortrags- und Publikationstätigkeit. In der Redaktion der Zeitschrift für Ethik in der Medizin war er massgeblich beteiligt. In den Vorständen verschiedener Vereine wirkte er mit, die den Zusammenhang von Medizin, Kreativität und Psychologie thematisieren, also das weithin noch zu bearbeitende Feld der Psychosomatik. Weil für ihn der Mensch als der Adressat der biblischen Botschaft das wichtigste war, stellte er immer einen Brückenschlag der Theologie zu den benachbarten Fachgebieten Medizin, Psychologie und Kultur her.

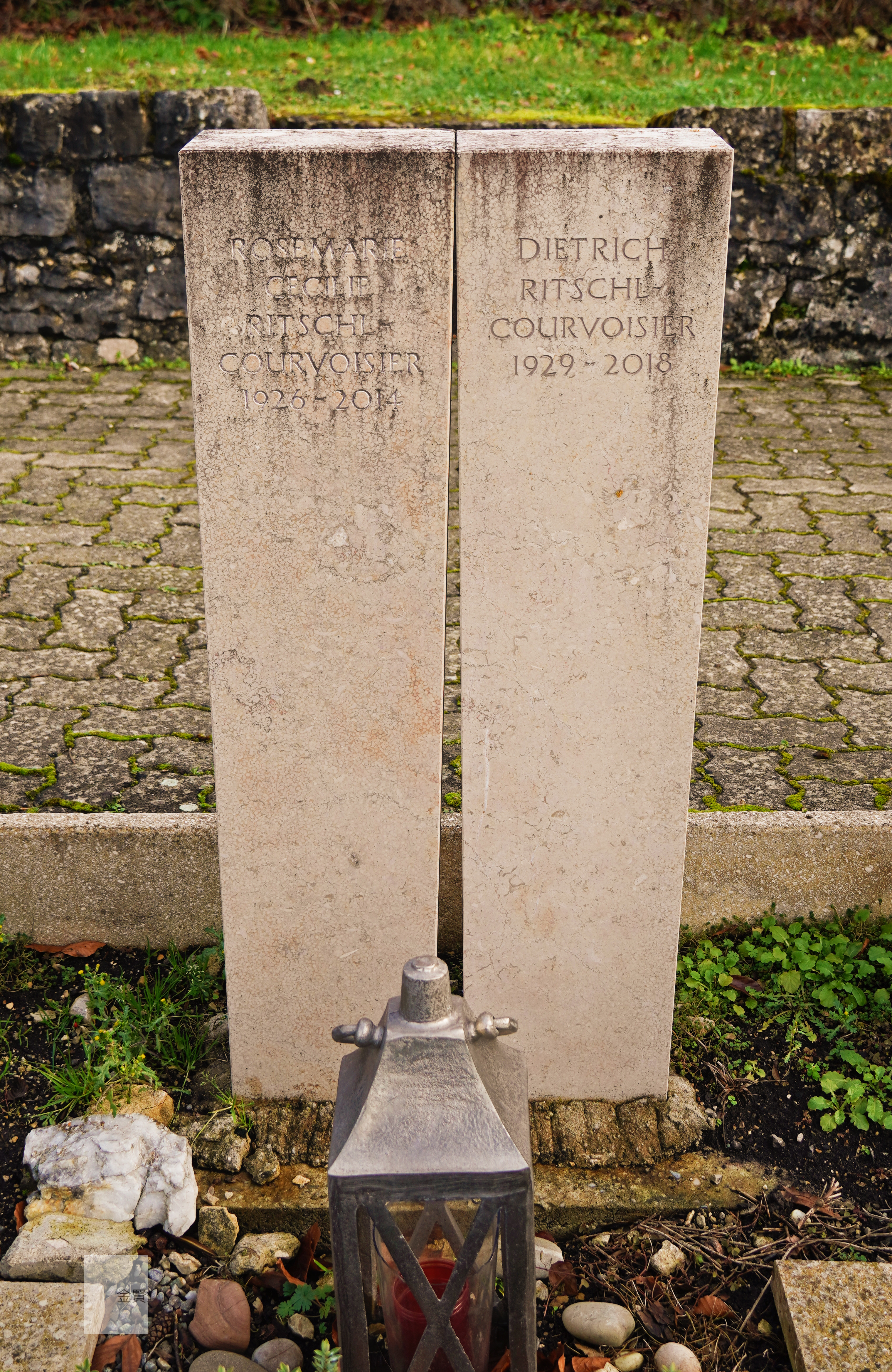
Grab Ritschl-Courvoisier in Reigoldswil BL

Ritschl war Mitglied der Christlichen Friedenskonferenz (CFK), an deren Dritter Tagung er sich 1960 in Prag beteiligte. Er war auch Mitarbeiter in der I. und II. Allchristlichen Friedensversammlung.
Dietrich Ritschl war seit 1952 mit der Potsdamerin Rosemarie Courvoisier (1926–2014), Tochter des Astronomen Leopold Courvoisier, verheiratet. Das Ehepaar fand seine letzte Ruhestätte auf dem Friedhof in Reigoldswil BL.

## Ehrungen
- 1969: Rechtsritter des Johanniterordens
- 1996: Ehrendoktor der Reformierten Theologischen Fakultät in Budapest
- 1996: Heidelberger Universitätsmedaille
- 2007: Ehrendoktor der Theologischen Fakultät der Universität Basel[3]

## Schriften

### Als Autor
- Vom Leben in der Kirche. Neukirchen: Verl. d. Buchhandl. d. Erziehungsvereins, 1957
  - Christ our life. Edinburgh: Oliver and Boyd, 1960
- Die homiletische Funktion der Gemeinde. Zollikon: Evang. Verl., 1959
- A Theology of proclamation. Richmond: John Knox Press, 1960
- Nur Menschen. Berlin: Vogt, 1962
- Athanasius. Zürich: EVZ-Verl., 1964
- Bildung und Erziehung, Gesinnung und Glaube. Frankfurt [Main]: Verlag Evangelischer Presseverb. f. Hessen u. Nassau, 1973
- "Story" als Rohmaterial der Theologie. München: Kaiser, 1976
- Theologie in den Neuen Welten. München: Kaiser, 1981
- Konzepte. München: Kaiser, 1986
- Ökumenische Existenz heute. München: Kaiser, 1986
- The Logic of Theology. London: SCM Press, 1986
- mit Boris Luban-Plozza: Die Familie: Risiken und Chancen. 3., völlig überarb. Aufl. Basel: Birkhäuser, 1987
- Zur Logik der Theologie. Kurze Darstellung der Zusammenhänge theologischer Grundgedanken. München: Kaiser, 1984, 2. Aufl. 1988.
- mit Werner Ustorf: Ökumenische Theologie – Missionswissenschaft. Stuttgart: Kohlhammer, 1994
- Theorie und Konkretion in der ökumenischen Theologie, Hermeneutik des Vertrauens inmitten differierender semiotischer Systeme? Münster: Lit, 2003
- Zur Theorie und Ethik der Medizin. Neukirchen-Vluyn: Neukirchener, 2004
- mit Martin Hailer: Grundkurs Christliche Theologie. Neukirchener, 2006, 2. Auflage 2008, 3. Auflage 2010, brasilian. Portugiesisch 2012, 4. Auflage 2015
- Bildersprache und Argumente. Neukirchen-Vluyn: Neukirchener, 2008

### Als Herausgeber
- Karl Barth: Die Theologie Schleiermachers. Vorlesung Göttingen Wintersemester 1923/24 (= Gesamtausgabe. Bd. 11). Theologischer Verlag Zürich, Zürich 1978.
- Karl Barth: The theology of Schleiermacher. Lectures at Göttingen, winter semester of 1923/24. Translated by Geoffrey W. Bromiley. Clark, Edinburgh 1982.